# Somadril Comp

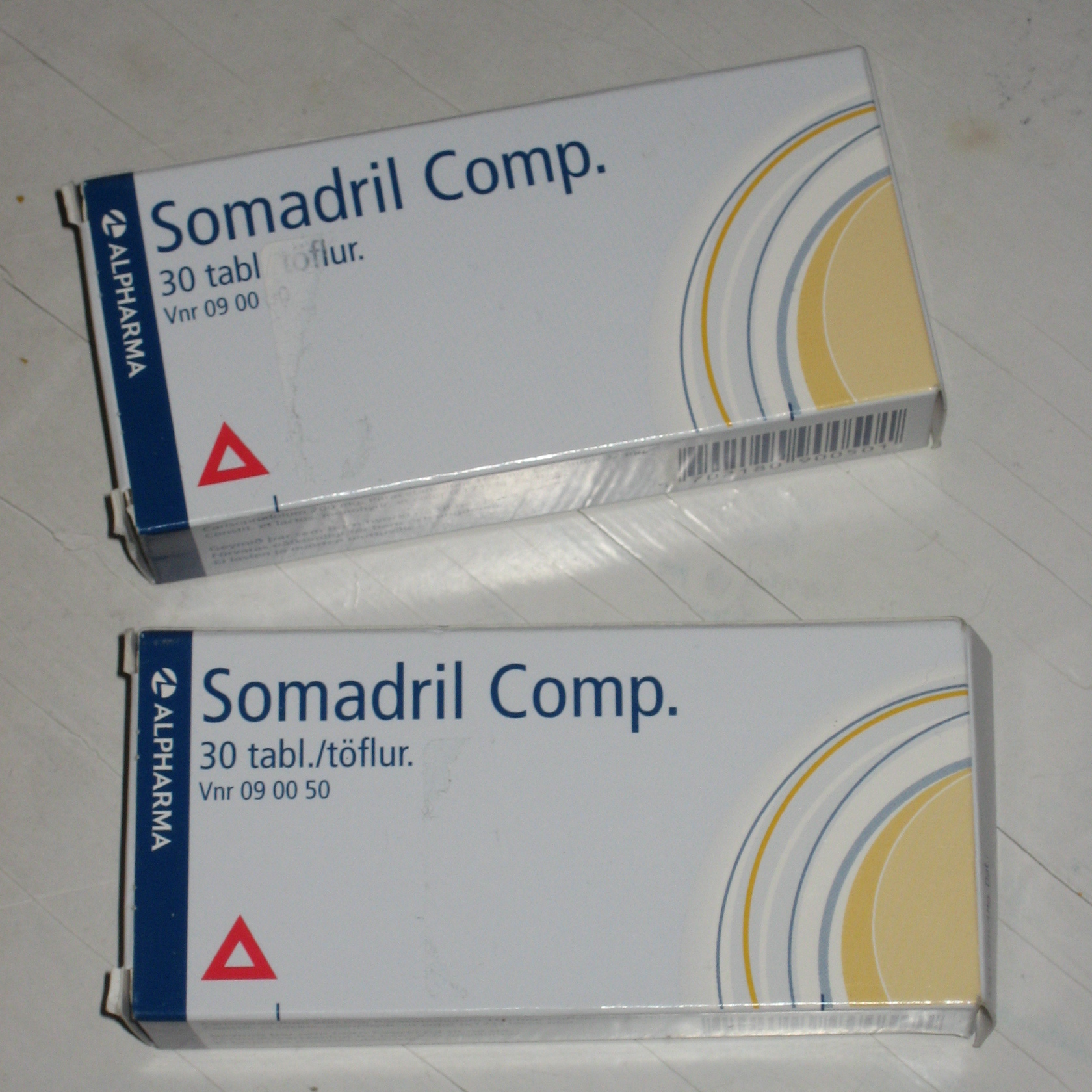

Somadril® Comp är ett muskelrelaxerande medel med smärtstillande verkan.  Används till exempel vid muskelsträckningar, spänningshuvudvärk och menstruationssmärtor. Aktiva substanser: karisoprodol, koffein och paracetamol.
Somadril Comp är ett beroendeframkallande medel. Högre doser än de rekommenderade medför risk för mycket allvarlig leverskada.